# 22:43 – Das Schicksal hat einen Plan

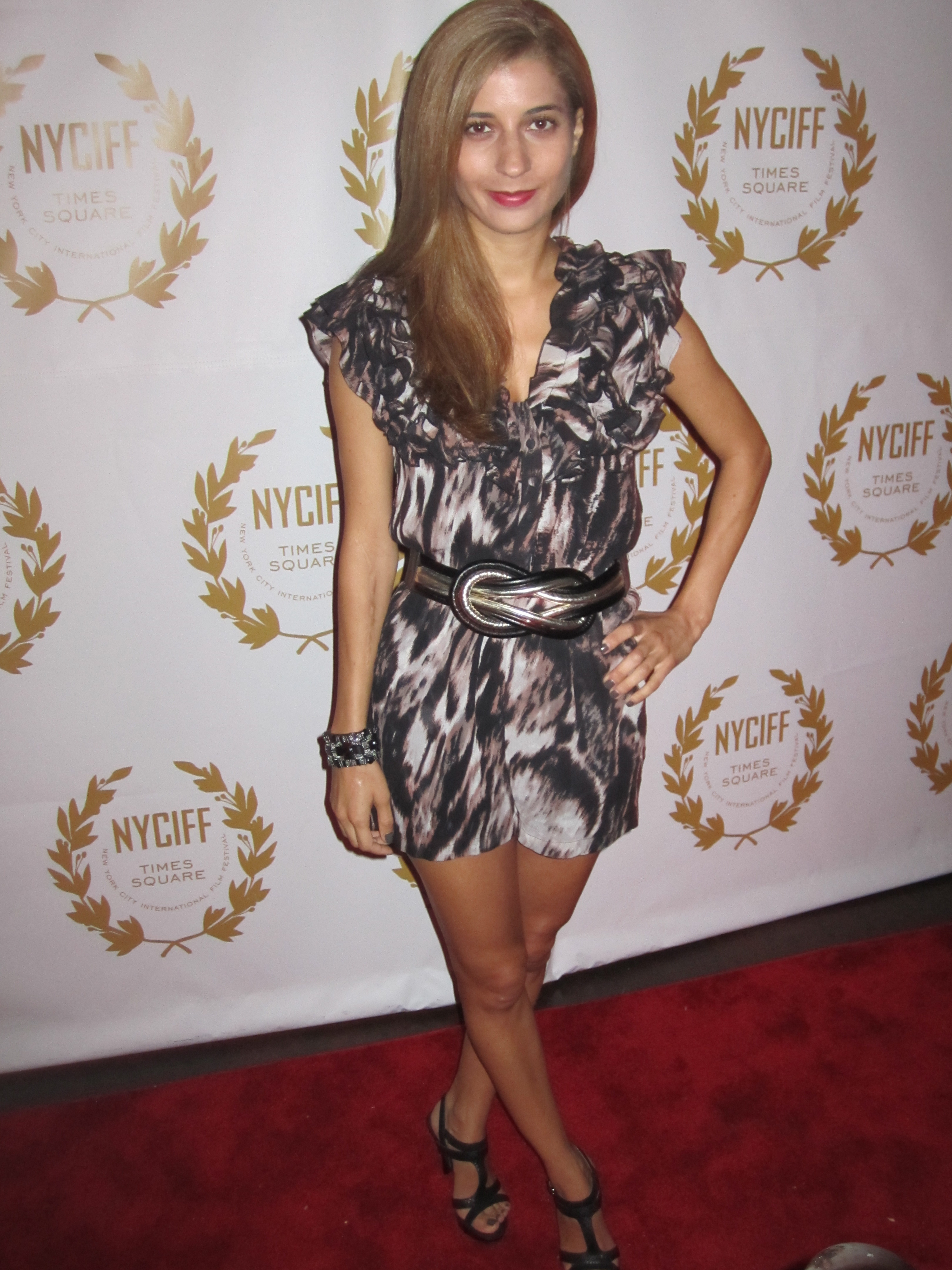
Laila Alina Reischer beim New York International Film Festival 2011

22:43 – Das Schicksal hat einen Plan, auf internationalen Festivals auch nur kurz mit 22:43 bezeichnet, ist ein österreichischer Low-Budget-Film des bayrischen Jungregisseurs Markus Hautz, der für den Film das Drehbuch schrieb sowie als Ausführender Produzent in Erscheinung trat. Der Film basiert auf der Urban Legend des Rudolph Fentz. In den Hauptrollen agieren Martin Loos, Anton Noori, Laila Alina Reischer und Silvia Schantl.
Seine Weltpremiere hatte der Film im Dezember 2010 auf dem Anchorage International Film Festival in Alaska, die Europapremiere folgte auf dem Filmfestival Max Ophüls Preis im Januar des darauffolgenden Jahres. Weitere Festivals schlossen sich im Laufe der Zeit an, wobei der Film und seine Mitwirkenden mehrfach nominiert und zum Teil auch ausgezeichnet wurden.

## Handlung
Der zurzeit erfolglose und sich in einem Tief befindende Schriftsteller Maximillian „Max“ Feldner lebt mit seiner Freundin Hannah und dem Hund Giacomo am Stadtrand von Wien. Da keiner seine Geschichten lesen will und er sich in einer Schreibblockade befindet, bittet er seinen besten Freund Chris Lechner von der Mordkommission um Hilfe. Dieser händigt ihm schließlich eine 15 Jahre alte Polizeiakte aus, von der sich der Autor inspirieren lässt. Nachdem er das fertige Manuskript, das den Titel Gegenwart der Vergangenheit trägt, bei einem renommierten Verlag vorstellt, wird sein Werk allerdings erneut abgelehnt. Dies betrübt den erfolglosen Buchautor so sehr, dass er beschließt, sich ganz zurückzuziehen und seine „literarischen Gehversuche“ ganz bleiben zu lassen. Eines Nachts wird Max Feldner, der seinem Hund nachläuft, beinahe von einem Auto angefahren, was ihn zwar nicht umbringt, ihn allerdings für drei Jahre in die Zukunft katapultiert. Durch diese Zeitreise gerät er in verschiedene Missstände. In seinem eigentlichen Haus am Wiener Stadtrand wohnen plötzlich andere Leute, weshalb Feldner von der Polizei wegen des Einbruchs in sein eigenes Haus verhaftet wird. Hinzu kommt auch noch, dass seine Freundin Hannah tot ist. Sein bester Freund Chris, der ihn bereits monatelang gesucht hatte und ihn auch vom Polizeirevier abholt, kommt nicht ganz mit der Situation klar, versucht aber seinem Kumpel zu helfen. Je länger Max in dieser neuen Welt lebt, umso meher merkt er, dass sein Buch etwas mit dem Tod seiner Freundin, die ihn in der alten Welt immer unterstützt hat, zu tun hat. Dabei macht er auch Bekanntschaft mit einer neuen Hannah, die sich mit vollem Namen als Hannah Wolf ausweist.

## Produktionsgeschichte

### Entstehung
Das Drehbuch schrieb der Regisseur und Ausführende Produzent Markus Hautz selbst. Als Grundlage seines Drehbuchs nennt er die Legende von Rudolph Fentz, der vermutlich im Jahre 1847 geboren wurde und, nachdem er 1876 plötzlich spurlos verschwand, im New York des 20. Jahrhunderts wieder auftauchte. Der völlig desorientierte und verwirrt wirkende Mann, der von Passanten als um die 30 Jahre und bekleidet nach der Mode des späten 19. Jahrhunderts beschrieben wurde, soll plötzlich mitten auf einer Kreuzung gestanden haben. Dort wurde er augenblicklich von einem herankommenden Taxi angefahren und dabei tödlich verletzt. Beim Untersuchen der Leiche wurden schließlich zahlreiche Gegenstände aus dem 19. Jahrhundert gefunden. Recherchen eines Polizei-Captains sollen schließlich ergeben haben, dass es sich wirklich um den 1876 verschwundenen Fentz handelte.
Nachdem diese Moderne Sage jahrzehntelang um die ganze Welt, anfangs vor allem in den Vereinigten Staaten, kursierte, wurde sie im August 2002 als frei erfunden abgestempelt. Recherchen ergaben dabei, dass die Geschichte von Rudolph Fentz aus einem Werk des Sci-Fi-Autors Jack Finney stammte.
Durch diese Geschichte inspiriert, verfasste Markus Hautz ein eigenes Drehbuch und verband es auch noch mit den Elementen Zufall und Schicksal um eine eigene Story um die moderne Sage aufzubauen. Dabei wollte er seinen Charakter nicht gleich beim Eintauchen in die neue Welt sterben lassen, wie dies eben bei Fentz der Fall war, sondern ihm die Möglichkeit bieten zu realisieren, dass nur er selbst sich diese Zukunft geschaffen hat. Dabei sollte dem Protagonisten gezeigt werden, dass ihm schlimme Dinge passieren werden, wenn er sein Leben wie bisher weiterführt ohne etwas zu ändern. Mit der Zeit muss der Protagonist erkennen, dass seine eigentliche Leidenschaft, das Schreiben, an all dem Leid und der Trauer in der Zukunft schuld sind. Dabei erkennt die Hauptfigur, dass sie alles abstreifen muss, wofür sie so lange gekämpft hat, und dabei auch das Manuskript vernichten muss, das an all dem Unheil schuld ist. Dadurch will die Figur das Leben der geliebten Menschen und das eigene retten. Nach dem Eintritt des zweiten Elements (Schicksal) in die Geschichte merkt die Hauptperson allerdings, dass sie die Zukunft nur bis zu einem bestimmten Grad ändern konnte und die schlimmen Dinge trotzdem eintreten, nur noch früher als erwartet und in einer veränderten Form.
Markus Hautz, der das Drehbuch und dementsprechend auch den Film auf eine philosophische Ebene bringen wollte, stellte sich als Drehbuchautor selbst einige fundamentale Fragen, zum Beispiel, ob man die eigene Zukunft verändern könne, wenn man sie bereits kennen würde. Ebenso ließ Hautz Elemente aus verschiedenen Filmen und Fernsehserien einfließen, die er selbst „über alles liebe und heute noch schaue“. Dabei kommt es unter anderem zu Anspielungen und Hommagen an die Fernsehserien Lost oder Akte X sowie dem Film Zurück in die Zukunft, die sich vor allem in den Dialogen und Bildebenen wiederfinden lassen. Manche dieser Anspielungen sind offensichtlich, andere wiederum nur schwer zu finden und eher versteckt. Der Arbeitstitel des Films lautete Das Manuskript.

### Produktion
Die Produktion des Filmes beschreibt Markus Hautz als wohl das Schwierigste, das er in seinem bisherigen Leben gemacht habe. Hinter dem Film stecken in etwa zwei Jahre Arbeit, die Hautz in die Produktion investierte. Anfangs arbeitete Hautz zusammen mit seinem Kameramann und Filmeditor Markus Edelmann an einem Horrorfilm, der im Österreich des 19. Jahrhunderts spielen sollte. Doch als dieses Projekt nicht erfolgversprechend war, entschied sich Hautz für ein gänzlich anderes Projekt, nachdem ihm Edelmann in einer Pause die Urban Legend von Rudolph Frentz erzählt hatte. Binnen 15 Minuten wurde dann das Grundgerüst für 22:43 geschaffen. Die eigentliche Arbeit am Drehbuch dauerte schließlich rund sechs Monate, wobei jede Fassung nach eigenen Angaben noch besser wurde. Während sich das Projekt bereits in der Vorproduktion befand, stellte sich zeitgleich die finanzielle Lage als problematisch dar, da das Team auf keine Förderung zurückgreifen konnte und es mit den eigenen Mitteln versuchen wollte. Mit Manuela Posch und Veronika Thajer fanden sich schließlich zwei junge Produzentinnen, die von der Filmidee dermaßen begeistert waren und den Film zusammen mit Hautz und Edelmann aus eigener Tasche finanzierten, ehe man sich dafür entschied, sich auch durch Sponsoren finanzieren zu lassen.
Danach folgte laut eigenen Angaben eine intensive Zeit, in der man sich auf das Drehbuch, die Location-Suche, das Casting und die Besprechungen mit den verschiedenen Departments oder die Proben konzentrierte. Nach den Dreharbeiten und dem Schneiden des Films erhielt das Produktionsteam eine Förderung für die Postproduktion durch die Kulturabteilung der Stadt Wien (MA 7). Mit diesem Geld besuchte man ein Tonstudio, wo professionelle Tonarbeiten durchgeführt wurden und man sich um den Tonschnitt, das Sound Design, die Synchronisation und die Mischung kümmerte. Das Tonstudio, das dabei verantwortlich war, war die von Ing. Michael Tuschek betreute Tonschmiede „Der Much“ in unmittelbarer Nähe der WU Wien. Zudem half auch Konstantin Drossos bei der Tongestaltung mit, der auch bereits am Set als Tonmeister mitwirkte. Zeitgleich dazu arbeitete Hautz mit dem Münchner Komponisten Ingo P. Stefans zusammen an der Musik des Films. Die Titelmusik wurde schließlich im Frühjahr 2010 an der Hochschule für Musik und Theater München an nur einem einzigen Tag mit einem 40-Personen-Orchester aufgenommen. Die Musik selbst wurde von Stefans komponiert, ebenso wurden die Notenblätter von ihm geschrieben und die Aufnahmen übernommen. Zudem agierte der Komponist auch noch als Dirigent und war ebenfalls an der Mischung der Musik beteiligt.
Die ebenfalls aus Wien stammende Firma Industrial Motion Art war, vertreten durch Reinhold Fragner und Martina Fröschl, für die Visual Effects und die Farbkorrektur zuständig. Gedreht wurde der Film in HD-Auflösung, als Speichermedium verwendete man Digital Betacam im Format PAL mit einem Bildseitenverhältnis von 16:9. Nachdem bis zum Juli 2010 alle Arbeiten abgeschlossen waren, begann man den nächsten großen Arbeitsschritt, die Vermarktung des Films, mit der das Team noch über Monate bzw. noch weit mehr als ein Jahr beschäftigt war. Zum Marketing zählte unter anderem das Publikmachen auf Portalen wie YouTube, Facebook oder Twitter bzw. das Versenden von E-Mails. Auch versuchte man den Film durch das Zeigen auf bestimmten Festivals bekannter zu machen. Zudem wurde der Film durch Bild[er]folge – Verein zur Förderung von Filmkunst gefördert.

### Drehorte, Sprache und Casting
Der Film wurde ausschließlich im Jahre 2009 in der österreichischen Bundeshauptstadt Wien gedreht, wobei nur einige Szenen in der Umgebung um die Stadt in Niederösterreich aufgenommen wurden. Die dreiwöchigen Dreharbeiten begannen im April 2009, nach dem Schneiden des Films, was ein halbes Jahr dauerte, musste man im Herbst 2009 ein weiteres Mal zum Nachdrehen antreten, da einige Szenen nicht zufriedenstellend waren. Ein Drehort war unter anderem auch der Wiener Zentralfriedhof.
Zudem wurde mit der lokalen Band One Two Three Cheers and a Tiger, die dem Film zwei Lieder beisteuerte, in Wien ein Musikvideo gedreht.
Ebenso wie die Kritiker waren auch zahlreiche Zuschauer auf den Festivals überrascht, dass im Film großteils in nahezu perfektem Deutsch gesprochen wird, obgleich es von bestimmten Charakteren auch Dialoge im Dialekt bzw. auf Wienerisch gibt.
Da das Produktionsteam eine Mischung aus noch jungen Schauspielern und bereits weitaus erfahreneren Schauspielern wollte, damit auch die Jungen noch etwas dazulernen konnten, entschied man sich schließlich für eine Mischung aus diesen Altersgruppen. Da Markus Hautz, der wegen seines Studiums nach Österreich kam, aber im deutschen Teil an der bayrisch-österreichischen Grenze aufwuchs, bereits zuvor eine Vorstellung davon hatte, wie seine Charaktere auszusehen hätten, wählte er die Personen vorerst nach der Optik aus. Die so getroffene Auswahl wurde kontaktiert und vom Film überzeugt bis man schließlich einen Cast zusammenbrachte. Durch die geringen finanziellen Mittel, die für die Produktion des Films zur Verfügung standen, mussten die Schauspieler und die Crew auf eine Gage verzichten.

### Besetzung
Trotz geringem Budget konnte Regisseur Hautz bekannte Schauspieler für das Projekt verpflichten. So ist in der männlichen Hauptrolle Martin Loos zu sehen. Er ist dem österreichischen Publikum vor allem durch seine Rollen in dem Musikfilm Falco – Verdammt, wir leben noch und  dem Grusel-Thriller In drei Tagen bist du tot 2 bekannt. Für die Rolle der Hannah Wolf konnte er ebenfalls eine namhafte österreichische Schauspielerin verpflichten. Laila Alina Reischer (The Fencers, Tatort – Baum der Erlösung) stand bereits mit Hollywood Darstellern wie Noah Huntley, Nick Moran und Matthieu Almaric vor der Kamera. Für die Rolle der Hannah Wolf in 22:43 konnte sie schließlich auf dem NYCIFF2011 den Award in der Kategorie „Beste Nebendarstellerin“ auf dem NYCIFF 2011 mit nach Hause nehmen.

## Rezeption

### Kritik
Auf dem Crossroads Film Festival erläuterte einer der Juroren, dass er dem Film eine aufgerundete 8 gegeben habe, weil er ihn gemocht habe. Er habe sich auf die Untertitel verlassen müssen, da er die deutsche Sprache nicht verstehe, habe aber das Gefühl, dass die Dialoge im Original noch besser gewesen seien. Auch angesichts des überschaubaren Budgets habe er den Film großartig gefunden und auch sehr gut gespielt. Hervorzuheben seien die Darbietungen von Martin Loos und Anton Noori. Das sei sicherlich auch ein Verdienst des Regisseurs und des Drehbuchs. Insgesamt sei dies ein smarter Film mit einer Botschaft, die zum Nachdenken anrege. Er habe an Chris Nolan und dessen Filme Memento und sogar ein wenig an Inception denken müssen. Insgesamt sei 22:43 ein guter Film.
Auf der Seite whatdoinfo war zu lesen: Bereits der Vorspann habe den Zuschauer in seinen Bann gezogen. Der Film funktioniere trotz einer komplizierten Reihe von Plots und Subplots, trotz des übernatürlichen Elements und trotz der Hintergrundmetapher für die Flugzeugreise, die am Ende Sinne mache. Es passiere viel, aber man könne der Filmhandlung, selbst mit Untertiteln, gut folgen.

### Festivals
- 2010: Anchorage International Film Festival (Premiere des Films im Dezember 2010)
- 2011: Filmfestival Max Ophüls Preis
- 2011: Mexico International Film Festival
- 2011: Crossroads Film Festival
- 2011: Puerto Rico International Film Festival
- 2011: Biberacher Filmfestspiele
- 2011: New York City International Film Festival
- 2011: Crystal Palace International Film Festival
- 2011: Cinéfest Sudbury International Filmfestival

### Auszeichnungen und Nominierungen (Auswahl)

#### Auszeichnungen
- Silver Palm am Mexico International Film Festival in der Kategorie „Feature Film“: 2011[4]
- „Times Square Award“ in der Kategorie „Best Lead Actress“ am New York City International Film Festival des Jahres 2011:
Silvia Schantl für ihre Rolle der Hannah Schubert[5]
- „Times Square Award“ in der Kategorie „Best Supporting Actress“ am New York City International Film Festival des Jahres 2011:
Laila Alina Reischer für ihre Rolle der Hannah Wolf
- „Times Square Award“ in der Kategorie „Best Score“ am New York City International Film Festival des Jahres 2011:
Ingo P. Stefans für die Titelmusik
- „Silberne Hand“ in der Kategorie „Bester Film“ bei den Fright Nights 2012

#### Nominierungen
- „Audience Choice Award“ am Anchorage International Film Festival in der Kategorie „Best Feature“: 2010
- „Festival Award“ Crossroads Film Festival in der Kategorie „Best Feature“: 2011
- „Debütbiber“ bei den Biberacher Filmfestspielen: 2011
- „Förderpreis der DEFA-Stiftung“ am Filmfestival Max Ophüls Preis: 2011
- „Best International Film“ am Sudbury Cinéfest: 2011
- „Times Square Award“ in der Kategorie „Best Picture“ am New York City International Film Festival des Jahres 2011
- „Times Square Award“ in der Kategorie „Best Original Sreenplay“ am New York City International Film Festival des Jahres 2011